# Месета

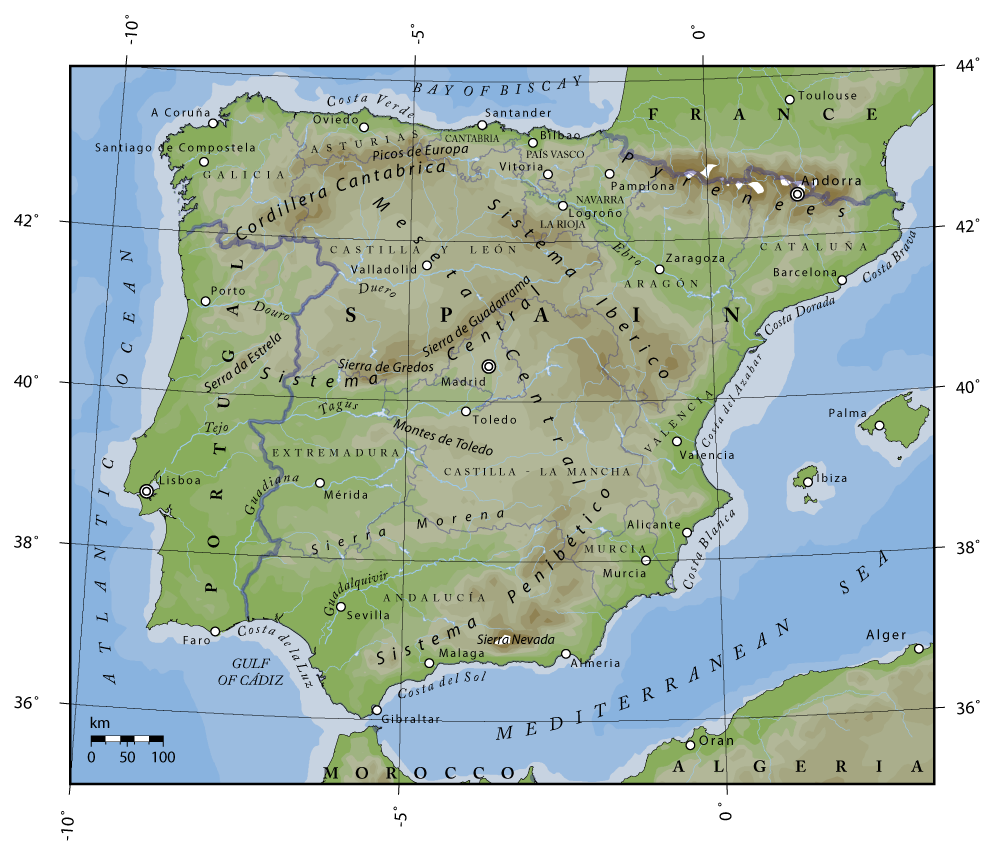
Кастильське плоскогір'я займає більшу частину Піренейського півострова.

Месета (ісп. Meseta), також Іберійська Месета або Кастильське плоскогір'я — плато в Іспанії та Португалії, що займає більшу частину Піренейського півострова.
На плоскогір'ї розташовані старовинні іспанські міста, такі як Мадрид, Вальядолід, Саламанка.

## Географія
З півночі плоскогір'я обмежене Кантабрійськими, а зі сходу — Іберійськими горами. У середній частині плато розташовані гори Центральна Кордильєра (вища точка — гора Альмансор, 2592 м) та інші хребти субширотного простягання, які ділять Месету на дві частини:
- Північна Месета або Старокастільське плоскогір'я — висота 800—1200 м, складено уламковими породами. На північному заході (в Галісії) знаходяться родовища залізних руд, золота, олова і вольфраму.
- Південна Месета або Новокастільське плоскогір'я — висота 600—800 м, з півдня обмежена хребтом Сьєрра-Морена, де є родовища свинцю, міді, ртуті, кобальту і залізних руд.

Річки на Месеті течуть переважно зі сходу на захід. Найбільші з них: Дуеро, Тагус, Гвадіана, Міньо.

## Клімат і рослинність

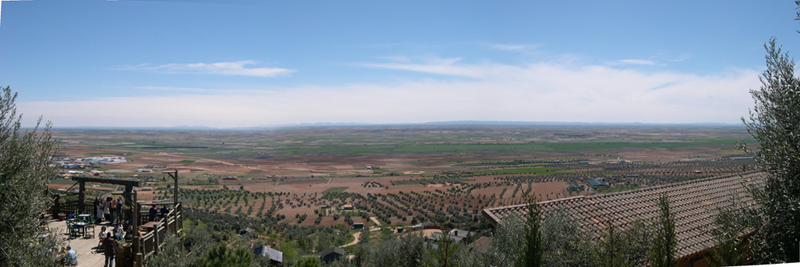
Ландшафт Південної Месети.

Територія плоскогір'я (крім Галісії) знаходиться в дощовій тіні Кантабрійських гір, через це клімат Месети середземноморський і посушливий. Середньорічна кількість опадів — 400—500 мм, в навколишніх горах — до 1500 мм. Літо спекотне, середня температура липня становить 24 ° C. Взимку холодно, середня температура січня — близько 5 °C. Клімат Галісії помірний, морський.
Плато вкрите трав'янистою і чагарниковою рослинністю. У горах, по долинах річок і в північно-західній частині виростають широколисті і хвойні ліси. Землі плоскогір'я використовуються для вирощування зернових культур і цукрових буряків, садів і виноградників. Також розвинене вівчарство.

## Дивись також
- Географія Іспанії